# ジョン・ポンド
ジョン・ポンド（John Pond、1767年 – 1836年9月7日）はイギリスの天文学者である。グリニッジ天文台の台長を務め、イギリスの天文観測の精度を高めるのに功績があった。

## 生涯
ロンドンに裕福な商人の息子として生まれた。ケンブリッジ大学のトリニティ・カレッジに入学したが、健康を害し中退。その後、各地を旅行した。1800年、ブリストルの近くのウエストバリーに自分の天文台を立てた。有名な器具製作者エドワード・トルートン（Edward Troughton）の経緯儀を設置し天体の位置の観測を行った。当時のグリニッジ天文台の測定値が誤っていることを指摘して、その指摘が正しいことが証明されると天文学会で評判になり、1807年に王立協会の会員に選ばれ、1811年に死去したネヴィル・マスケリンの後任としてグリニッジ天文台の所長に任命された。
25年にわたってイギリスの天文観測技術を再建し、フリードリッヒ・ベッセルによって進歩させられたドイツと並ぶものとした。その成果は1894年にセス・チャンドラーにより、0.1秒角のオーダーで恒星の緯度が変化する現象である緯度変化の発見で示された。1833年1,112個の星を収録した星表を出版した。
1810年からダブリン天文台台長のジョン・ブリンクリーの章動の観測の信頼性について10年以上の論争を行った。ブルンクリーの他界によって終了した論争はポンドが正しかったとされる。1835年、健康を害して引退した。
1817年にフランス科学アカデミーからラランド賞を受賞し、1823年に王立協会からコプリ・メダルを授与された。